# John-Eric Jacobsson
John-Eric Folke Jacobsson, född 6 oktober 1931 i Hogrän på Gotland, död 1 juli 2012 i Täby, var en svensk operasångare (tenor) och skådespelare.
Jacobsson studerade sång för Toivo Ek, Arne Sunnegårdh och Sonny Pettersson i Stockholm samt Vagn Thordal i Danmark. Han studerade även vid Calle Flygares teaterskola.
Han debuterade som Turiddo i På Sicilien av Mascagni 1964. Jacobsson var anställd vid Kungliga teatern 1963–1988. Därefter gästspelade han där fram till 1991. Han gestaltade över 100 stora och mindre roller. Bland dem kan nämnas Cavaradossi i Tosca, Alwa i Lulu vid den svenska premiären 1977,  Jim Mahoney i Mahagonny, Steva i Jenufa samt titelrollerna i Albert Herring och Xerxes.
Han gjorde även gästspel i bland annat Oslo, Köpenhamn, Göteborg, Kiel, München, Hamburg, Edinburgh, Moskva och Hongkong.
John-Eric Jacobsson är begravd på Täby södra begravningsplats.

## Priser och utmärkelser
- 1961 – Christina Nilsson-stipendiet
- 1971 – Jussi Björlingstipendiet

## Filmografi
- 1990 – Kronbruden